# Maeniuskolonnen
Maeniuskolonnen (latin: Columna Maenia) var en kolonn på Forum Romanum i antikens Rom. Den restes år 338 f.Kr. för att hedra Gaius Maenius, segraren över latinarna i slaget vid Antium. Kolonnen antas ha avlägsnats i slutet av den romerska republikens tid.
Kolonnen stod vid Carcer och Basilica Porcia i närheten av Graecostasis. Innan man införde den första solskivan i Rom, använde man denna kolonn för att beräkna tiden under dygnets ljusa timmar. Tjuvar dömdes vid denna kolonn och kunde fjättras vid densamma som ett offentligt straff.
| Plan över Comitium (före Caesar) |
| --- |
| Curia Iulia Concordia- templet Saturnus altare Mundus Senaculum Rostra Vetera Lapis Niger Basilica Porcia Basilica Opimia Curia Hostilia Carcer Graecostasis Maenius- kolonnen Area Volcani |